# Ousseini Mounpain
Ousseini Nji Nfifen Mounpain, más conocido como Ousseini Mounpain, es un futbolista camerunés nacido el 20 de enero de 1994 que juega de defensa actualmente en el AEP Kozani FC de la Football League helena. Además, es jugador de la selección camerunesa.

## Carrera deportiva
En su Camerún natal empezó a jugar en el Club Roger Milla Academy y en el Milan AF School Sport Yaoundé de la Tercera División de Camerún. De África pasó a jugar al fútbol en Argentina en el 2010, formando parte del Club Atlético Jorge Griffa como mediapunta para luego retrasar su posición a medio defensivo e incluso central cuando ficha su primer contrato profesional con el Deportivo Muñiz. De Argentina pasó a jugar a los clubes uruguayos de Montevideo Wanderers, donde estuvo apenas tres meses, CA Atenas y Huracán FC
En el mercado invernal de la Temporada 2017/18 ficha por el FK Skopje, equipo macedonio recién ascendido a la Primera División.
Al finalizar la Temporada y tras el descenso del equipo se marcha libre al Austria Klagenfurt.
Al acabar contrato con el equipo austriaco firma un precontrato con el equipo Mladost DK de la M:tel Premijer Liga bosnia aunque finalmente acabaría recalando en el AEP Kozani FC de la Football League de Grecia.

### Selección internacional
Jugó en las selección Sub-20 y sub-23 de Camerún en la que llegó a jugar los Juegos de la Francofonía de 2013.
En 2018 fue convocado con la absoluta, debutando en un partido amistoso contra Burkina Faso